# Публій Ватіній
Публій Ватіній (лат. Publius Vatinius; ? — після 43 до н. е.) — політичний та військовий діяч пізньої Римської республіки, консул 47 року до н. е.

## Життєпис
Походив з плебейського роду Ватініїв. Син Публія Ватінія. 
У 63 році став квестором. Консул Марк Цицерон відправив Ватінія до Путеол, щоб завадити вивезенню коштовного металу.  Надмірність Ватінія і його зловживання викликали збурення, тому його  відізвали до Риму. У 62 році до н. е. був легатом проконсула Гая Косконія у провінція Ближня Іспанія.
У 59 році до н. е. став народним трибуном, зблизився з Гаєм Цезарем, і пд час своєї каденції допомагав йому у боротьбі з оптиматами. За пропозицією Ватінія був прийнятий закон, згідно з яким Цезар отримав як проконсул провінції Цізальпійська Галлія та Іллірік, а згодом до них додалася Трансальпійська Галлія. У 58 році до н. е. був звинувачений у порушені законів, але зумів виправдатися за допомогою Марка Красса та Гнея Помпея.
У 57-56 роках до н. е. служив легатом у Цезаря під час Галльської війни. Згодом повернувся до Риму, де виступав у процесі Публія Сестія, виступаючи проти підсудного та його захисника Цицерона. У 55 році до н. е. повернувся до Риму зі значними статками, обрано претором завдяки підкупу. У 54 році до н. е. був притягнутий до суду, але його захистив Цицерон. У 51 році до н. е. повернувся легатом до Галлії.
З початком громадянської війни між Цезарем та Гнеєм Помпеєм підтримував першого. У 48 році до н. е. захищав Брундізій від помпеянців. У 47 році до н. е. був обраний консулом разом з Квінтом Фуфієм Каленом, а незабаром увійшов до колегії авгурів. Того ж року завдав поразки флоту Марка Октавія, помпеянця. У 46 році до н. е. підкорив для Цезаря провінцію Іллірік. За свої успіхи отримав овацію.
У 45 році до н. е. як проконсул керував Іліріком. Після вбивства Гая Цезаря у 44 році до н. е. вимушений був поступитися командуванням Марку Юнію Бруту. У 43 році до н. е. повернувся до Риму, де справив тріумф. Подальша доля невідома.